# 卡罗斯
卡罗斯（法語：Carros，法語發音：[kaʁɔs]）是法国滨海阿尔卑斯省的一个市镇，属于格拉斯区。

## 地名
该地名“Carros”发音为[kaʁɔs]，字母“s”发音，《世界地名译名词典》将其误译作“卡罗”。

## 地理
卡罗斯（43°46'21"N, 7°11'36"E）面积15.11 平方千米，位于法国普罗旺斯-阿尔卑斯-蓝色海岸大区滨海阿尔卑斯省，该省份为法国东南部沿海省份，南濒地中海，西南至瓦尔省，西北接上普罗旺斯阿尔卑斯省，北部和东部与意大利接壤。
与卡罗斯接壤的市镇（或旧市镇、城区）包括：勒布罗克、卡斯塔尼耶、科洛马尔、加蒂耶尔、圣布莱斯、圣马丹迪瓦尔。
卡罗斯的时区为UTC+01:00、UTC+02:00（夏令时）。

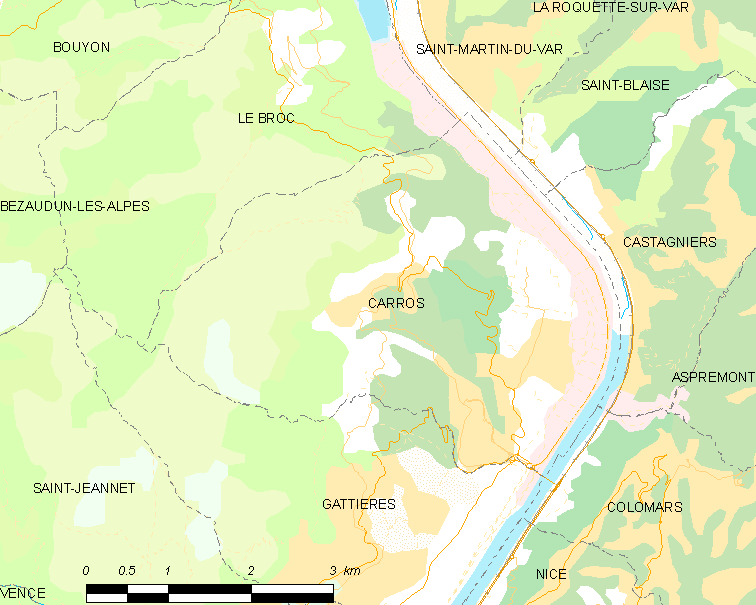
卡罗斯的OSM定位图

## 行政
卡罗斯的邮政编码为06510，INSEE市镇编码为06033。

## 政治
卡罗斯所属的省级选区为尼斯第三县。

## 人口

1962-2008年间卡罗斯人口变化图示

卡罗斯于2022年1月1日时的人口数量为13729人。